# Hauptstraße C38
Die Hauptstraße C38 (englisch Main Road C38)  ist eine Hauptstraße in Namibia. Sie erschließt den Etosha-Nationalpark im Süden bei  Okaukuejo und im Osten bei Namutoni. Im Süden reicht die C38 bis nach Otjiwarongo und bietet hier Anschluss an die Nationalstraße B1, im Osten schließt sie nahe der Ortschaft Oshivelo ebenfalls wieder an die B1 an. 